# Kevin Rowland
Kevin Rowland, född 17 augusti 1953 i Wednesfield, är en brittisk sångare och låtskrivare av irländsk härkomst och frontman för popbandet Dexys Midnight Runners (för närvarande kallad Dexys), som hade flera hits i början av 1980-talet, de mest kända var "Geno" och "Come On Eileen", som båda nådde första platsen i UK Singles Chart. Rowland har utgivit två soloalbum: The Wanderer (1988) och My Beauty (1999).